# Солнечное (Луганская область)
Солнечное (укр. Сонячне) — посёлок, относится к Антрацитовскому району Луганской области Украины. Под контролем самопровозглашённой Луганской Народной Республики.

## География
Соседние населённые пункты: село Никитовка на западе, город Петровское на юго-западе, посёлок Штеровка на юге, село Елизаветовка на северо-востоке.

## Население
Население по переписи 2001 года составляло 13 человек.

## Общие сведения
Почтовый индекс — 94640. Телефонный код — 6431. Занимает площадь 0,325 км². Код КОАТУУ — 4420384405.

## Местный совет
94640, Луганская обл., Антрацитовский р-н, с. Никитовка, ул. Центральная